# ASPTT Mulhouse Volley-Ball 2014-2015
Questa voce raccoglie le informazioni riguardanti l'ASPTT Mulhouse Volley-Ball nelle competizioni ufficiali della stagione 2014-2015.

## Organigramma societario
Area direttiva
- Presidente: Gérard Reeb

Area tecnica
- Allenatore: Magali Magail
- Allenatore in seconda: Christophe Magail

Area sanitaria
- Preparatore atletico: Stéphane Serrière
- Fisioterapista: Carlo Moroni
- Osteopata: Carlo Moroni

## Rosa
| N° | Nome              | Ruolo | Data di nascita   | Nazionalità sportiva |
| -- | ----------------- | ----- | ----------------- | -------------------- |
| 1  | Tatjana Bokan     | S     | 9 aprile 1988     | Montenegro           |
| 2  | Stephanie Niemer  | S     | 3 settembre 1989  | Stati Uniti          |
| 3  | Ol'ha Trač        | C     | 15 novembre 1988  | Ucraina              |
| 4  | Ana Lazarević     | S     | 4 luglio 1991     | Serbia               |
| 5  | Marielle Bousquet | L     | 5 aprile 1985     | Francia              |
| 6  | Léa Soldner       | L     | 10 febbraio 1996  | Francia              |
| 7  | Lauren Plum       | P     | 17 settembre 1992 | Stati Uniti          |
| 9  | Kama Diarra       | S     | 25 maggio 1994    | Francia              |
| 11 | Armelle Faesch    | P     | 26 dicembre 1981  | Francia              |
| 12 | Noémie Cely       | C     | 20 ottobre 1994   | Francia              |
| 13 | Lara Davidović    | S/O   | 13 dicembre 1997  | Francia              |
| 14 | Petja Cekova      | S/O   | 13 ottobre 1986   | Bulgaria             |
| 15 | Camille Gasiunas  | S     | 23 gennaio 1996   | Francia              |
| 16 | Alina Albu        | C     | 6 settembre 1983  | Romania              |